# Kevin Garnett
Kevin Maurice Garnett, spesso abbreviato come KG, (Greenville, 19 maggio 1976) è un ex cestista statunitense, professionista nella NBA. Le sue abilità in campo e l'impatto che ha avuto gli sono valsi negli anni i soprannomi di The Big Ticket, The Kid, The Franchise e The Revolution.
Dopo aver frequentato la Farragut Career Academy, viene chiamato con la quinta scelta al draft NBA 1995, diventando il primo giocatore ad essere scelto subito dopo l'high school in venti anni. Garnett, nonostante la giovane età, diventa subito uomo franchigia dei Minnesota Timberwolves arrivando, dopo sole due stagioni, a firmare il contratto più ricco per l'epoca. Ad oggi è primo per partite giocate, punti, rimbalzi, assist, palle rubate e stoppate nella storia della franchigia del Minnesota, unico nella storia ad essere primo in tutte e cinque le statistiche per una franchigia.
Dopo aver portato i Timberwolves ai playoff otto volte in dodici stagioni ed aver vinto il premio di MVP della stagione 2003-2004, nel 2007 passa ai Boston Celtics, dove si consacra vincendo il titolo NBA e il Defensive Player of the Year Award nella sua prima stagione, diventando così uno dei soli cinque giocatori di sempre insieme a Michael Jordan, Hakeem Olajuwon, David Robinson e Giannis Antetokounmpo a vincere entrambi i premi (MVP e Difensore dell'anno). Dopo una parentesi ai Brooklyn Nets, si ritira con i Timberwolves nel 2016.
Considerato tra i migliori cestisti della sua generazione e tra le migliori ali grandi di sempre, nel complesso vanta quindici convocazioni all'All-Star Game (del quale è stato nominato MVP nel 2003), nove selezioni agli All-NBA Team e dodici selezioni agli All-Defensive Team, risultando secondo di sempre insieme a Kobe Bryant per selezioni totali dietro al solo Tim Duncan (15); di queste, nove sono First Team, record condiviso con Michael Jordan, Kobe Bryant e Gary Payton.
Acclamato per il suo atletismo e la sua versatilità, si classifica primo per rimbalzi difensivi, quinto per minuti totali (uno dei 7 cestiti a superare i 50.000 minuti), ottavo per partite totali, nono per rimbalzi totali, diciottesimo per palle rubate e stoppate totali e diciannovesimo per punti totali. Insieme a LeBron James e Karl Malone è uno dei soli tre cestisti della storia ad essere nella top 100 all time in tutte e cinque le statistiche principali (punti, rimbalzi, assist, palle rubate e stoppate).
Dal 2020 è membro del Naismith Memorial Basketball Hall of Fame e nel 2021, in occasione del 75º anniversario della lega, viene inserito nella lista dei migliori 75 ad aver mai giocato in NBA.

## Caratteristiche tecniche
Ala grande estremamente versatile, capace di giocare stagioni da ala piccola e centro all'occorrenza, è stato uno dei migliori cestisti della propria generazione. Dotato di atletismo straripante, eccelleva in entrambe le fasi di gioco, in difesa era un ottimo rimbalzista, abile a difendere su tutti gli avversari, e a stoppare le loro conclusioni. In attacco era pericoloso per via del suo ottimo tiro dalla media e dalla medio-lunga distanza (soprattutto in considerazione del suo ruolo di lungo), oltre che spalle e fronte a canestro. Era dotato di grande personalità e foga agonistica, tanto che spesso è stato protagonista di alterchi anche coi compagni di squadra.

## Carriera

### Primi anni
Kevin Garnett è nato a Greenville, Carolina del Sud da Shirley Garnett e O'Lewis McCullough. Per disputare il suo anno da senior si è trasferito alla Farragut Career Academy di Chicago, Illinois. Ha condotto la Farragut a un record di 28-2 e venne nominato giocatore dell'anno di tutte le high school nazionali da parte di USA Today. È stato nominato Mr. Basketball per lo Stato dell'Illinois dopo aver realizzato in media 25,2 punti, 17,9 rimbalzi, 6,7 assist e 6,5 stoppate con il 66,7% dal campo. Nei quattro anni di high school, Garnett ha messo a referto in totale di 2533 punti, 1807 rimbalzi e 739 stoppate. È stato nominato MOP (Most Outstanding Player) del McDonald's All-American Game dopo aver realizzato 18 punti, 11 rimbalzi, 4 assist e 3 stoppate, dopodiché si dichiarò eleggibile per il draft NBA del 1995.

### NBA

#### Minnesota Timberwolves
Garnett venne chiamato con la quinta scelta nel draft NBA 1995 dai Minnesota Timberwolves. Fin dal loro esordio in NBA, nella stagione 1989-90, i Timberwolves non andarono mai oltre le 29 vittorie stagionali. Nella stagione da rookie di Garnett, i Timberwolves vivevano una fase di transizione. Sostituirono Bill Blair con Flip Saunders come allenatore, e durante la stagione, realizzarono una grande quantità di scambi. Garnett iniziò il suo anno da rookie partendo per il più delle volte dalla panchina, ma, con l'avvicendamento in panchina tra Blair e Saunders, iniziò a trovare sempre più spazio in quintetto. In quella stagione, Garnett e l'appena arrivato Tom Gugliotta erano i pilastri della squadra. Garnett però non saltò direttamente a livello di star come avrebbero fatto più tardi giocatori come Amar'e Stoudemire, LeBron James e Dwight Howard, ma comunque ebbe un'annata da rookie rispettabile. Tenne una media di 10,4 punti, 6,3 rimbalzi e 1,8 assist a partita e venne votato per la seconda squadra degli All-Rookie. Pur avendo alcuni promettenti giocatori, i Timberwolves patirono la loro settima stagione consecutiva sotto le 30 vittorie e non centrarono i play-off. Al tempo Garnett era il più giovane giocatore in NBA della storia con soli 19 anni e 11 mesi.
Prima della stagione successiva (1996-97), i Timberwolves fecero uno scambio nel giorno del draft per prendere il playmaker Stephon Marbury di Georgia Tech con la speranza che lui e Garnett seguissero le orme di John Stockton e Karl Malone. Durante la stagione Garnett mostrò miglioramenti realizzando in media 17,0 punti, 8,0 rimbalzi, 3,1 assist, 2,1 stoppate e 1,7 rubate a partita. Fece anche due partite in cui mise a referto 8 stoppate. Con un record di 40-42, i Timberwolves fecero la loro prima apparizione nei play-off nella storia della franchigia, Garnett e Gugliotta fecero la loro prima apparizione all'All-Star game, e Marbury si impose come la migliore guardia giovane. In ogni caso, gli Houston Rockets, condotti da Hakeem Olajuwon, li sconfissero con un secco 4-0 nel primo turno dei Playoff NBA del 1997.

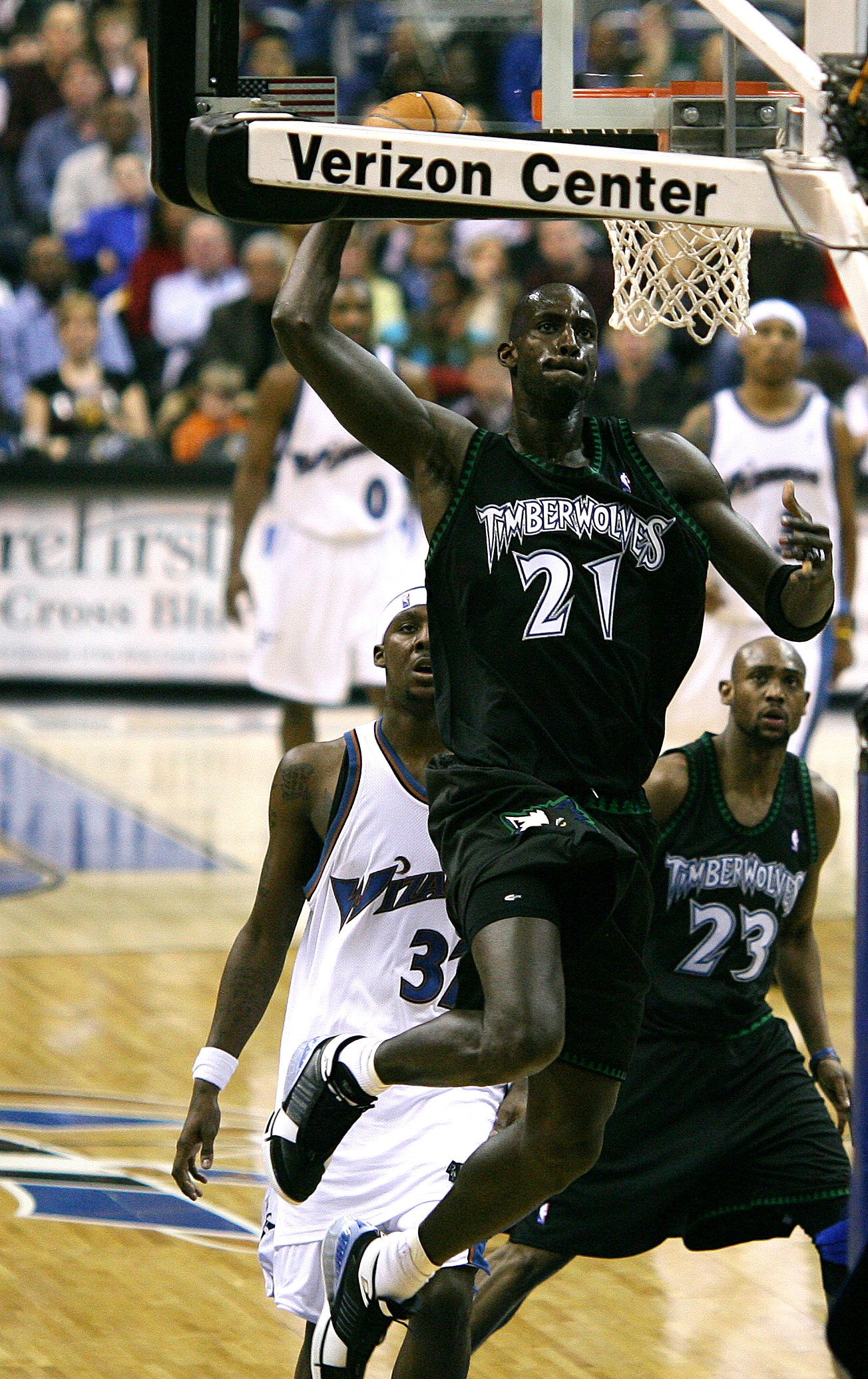
Garnett ai Timberwolves mentre effettua una schiacciata contro i Washington Wizards.

Durante la stagione NBA 1997-98, i Timberwolves e Garnett si accordarono su un'estensione di sei anni del contratto sulla base di 126 milioni di dollari americani. La cosa scioccò tutta l'NBA, e i Timberwolves furono usati come capro espiatorio per il "lock-out" che avvenne la successiva stagione. Il contratto era una mossa rischiosa e molti esperti specularono dicendo che questo avrebbe reso impossibile ai Timberwolves prendere nuovi giocatori o tenere i propri. Nonostante il clamore sul suo nuovo contratto, Garnett continuò a migliorare, realizzando in media 18,5 punti, 9,6 rimbalzi, 4,2 assist, 1,8 stoppate e 1,7 rubate a partita. Di nuovo, fu chiamato all'All-Star game, e i Timberwolves terminarono con il loro primo record positivo (45-37) nella storia della franchigia. Per il secondo anno consecutivo i giovani Timberwolves vennero estromessi dai play-off al primo turno, stavolta perdendo 3-2 contro i Seattle SuperSonics di Gary Payton. Le due vittorie contro i Sonics erano dunque le prime partite di sempre vinte nei play-off. La stagione successiva cominciò in maniera triste per i Timberwolves poiché il realizzatore di 20 punti a partita Tom Gugliotta partì per andare ai Phoenix Suns nella off-season.
Nella ridotta stagione successiva (1998-99), Garnett fece molti passi avanti. Mettendo a referto statistiche di 20,8 punti, 10,4 rimbalzi, 4,3 assist e 1,8 stoppate a partita, venne inserito nella terza squadra All-NBA. In ogni caso, nel mezzo della stagione Stephon Marbury venne ceduto ai New Jersey Nets, dopo una lite su una sua possibile estensione del contratto. Sebbene i Wolves ricevettero il due volte All-Star Terrell Brandon in cambio, essi non furono capaci di passare oltre il caso e arrivarono a stento nei play-off come ottava testa di serie col record di 25-25. I Wolves furono nuovamente sconfitti al primo turno, perdendo per 3-1 contro i futuri campioni NBA San Antonio Spurs condotti dalla giovane stella e futuro MVP delle finali Tim Duncan. Nell'anno successivo, Garnett continuò nel suo grande gioco, realizzando in media 22,9 punti, 11,8 rimbalzi, 5,0 assist, 1,6 stoppate e 1,5 rubate a partita e entrò nella prima delle sue tre apparizioni nella prima squadra All-NBA. Coadiuvato dall'ala dal tiro veloce Wally Szczerbiak (rookie) e dal veterano Brandon, i Wolves misero a referto un record di 50-32 che costituiva il miglior risultato di sempre della franchigia, ma persero di nuovo al primo turno dei playoff contro i Portland Trail Blazers per 3-1.

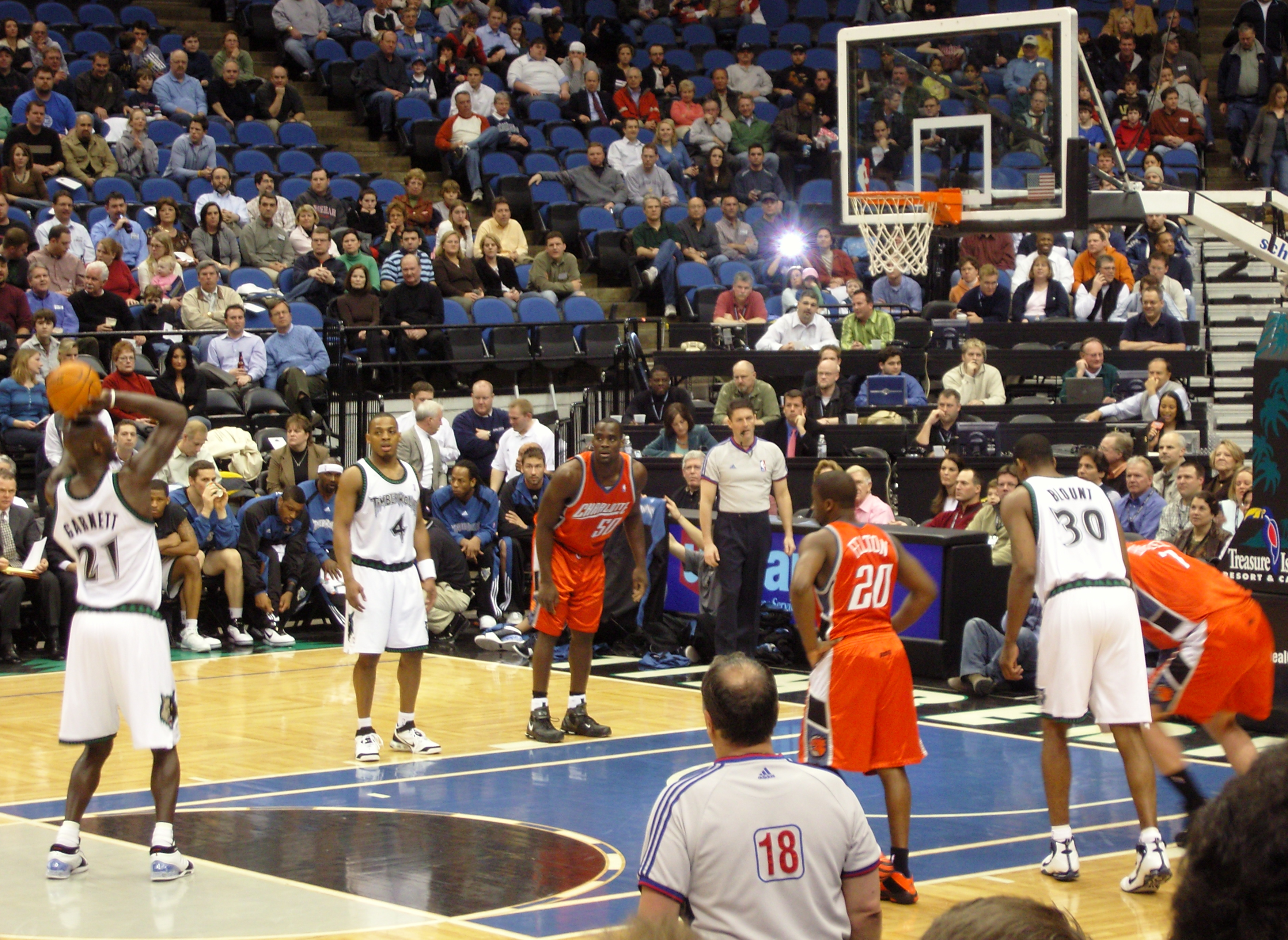
Garnett alla lunetta.

Nella stagione 2000-01, la guardia dei Timberwolves Malik Sealy morì in un incidente stradale e l'NBA stabilì che la firma del free agent Joe Smith era illegale. L'NBA punì la squadra per la manovra illegale togliendo il team dall'opportunità di scegliere tra i primi tre nel draft successivo, multando Glen Taylor (il proprietario della squadra) per 3,5 milioni di dollari, e deferendo il general manager Kevin McHale per un anno. Garnett condusse i Wolves a un record di 47-35 ed entrò nella seconda squadra All-NBA, ma nuovamente i Timberwolves non sopravvissero a lungo nei play-off perdendo al primo turno contro gli Spurs per 3-1.
Nella stagione 2001-02, realizzando in media 21,2 punti, 12,1 rimbalzi, 5,2 assist, 1,6 stoppate e 1,2 rubate a partita sufficienti alla nomina per la seconda squadra All-NBA. Comunque, i Timberwolves furono eliminati dai play-off al primo turno per la sesta volta consecutiva, stavolta perdendo malamente 3-0 contro i Dallas Mavericks di Michael Finley, Steve Nash e Dirk Nowitzki. Nella stagione seguente, Garnett ebbe una delle migliori stagioni della sua carriera, i suoi 23 punti, 13 rimbalzi, 6 assist, 1,6 stoppate e 1,4 palle rubate di media nella stagione gli fecero ricevere la sua seconda nomina nella prima squadra All-NBA e il secondo posto nella lotta al titolo di MVP. I Timberwolves piazzarono un buon record di 51-31, ma, per la settima volta consecutiva, non riuscirono ad andare oltre il primo round dei playoff, stavolta perdendo contro i Los Angeles Lakers per 4-2.
Nella stagione 2003-04, i Timberwolves ingaggiarono i ottimi free agent Latrell Sprewell e Sam Cassell – quest'ultimo già vincitore di due titoli NBA –, che scavalcò Troy Hudson nel ruolo di playmaker. In più, il centro difensore Ervin Johnson si aggiunse allo spesso inconsistente pivot Michael Olowokandi. Avendo a supporto la migliore squadra della sua carriera, Garnett realizzò in media 24,2 punti, 13,9 rimbalzi, 5,0 assist, 2,2 stoppate e 1,5 rubate a partita, ricevendo il suo primo premio di Most Valuable Player. Con il record di franchigia di 58-24, i Wolves arrivarono ai play-off e ottennero la loro prima serie vincente ai playoff sconfiggendo i Denver Nuggets per 4-1 nel primo turno. Dopo aver anche eliminato i temibili Sacramento Kings per 4-3 nelle semifinali della Western Conference, Garnett e i Timberwolves incontrarono i Lakers. Contro i Lakers, il playmaker Cassell cadde infortunandosi alla schiena. Con anche l'altro playmaker infortunato, i Timberwolves alternarono in quel ruolo il terzo playmaker Darrick Martin alla guardia Fred Hoiberg, o anche facendo partire Garnett sia da ala piccola sia da guardia. I Lakers ottennero una vittoria per 4-2 e i Timberwolves non sono mai più arrivati sino a lì.
Nella stagione 2004-05, i Timberwolves si ritrovarono a far fronte a seri problemi interni poiché Cassell e Sprewell premevano per un aumento contrattuale e Hudson era scontento di essere una riserva. Garnett venne nominato per la seconda squadra All-NBA, ma con un mediocre record di 44-38, i Wolves fallirono l'accesso ai playoff dopo otto anni consecutivi di presenza. La stagione 2005-06 portò maggiore frustrazione a Garnett. Con Sprewell e Cassell riluttanti a restare con una squadra mediocre i Timberwolves ottennero un record di 33-49. Nonostante il gioco di Garnett, la squadra incappò nel peggiore record da quando KG era arrivato. Il 10 maggio 2007 Garnett venne inserito nella terza squadra All-NBA.

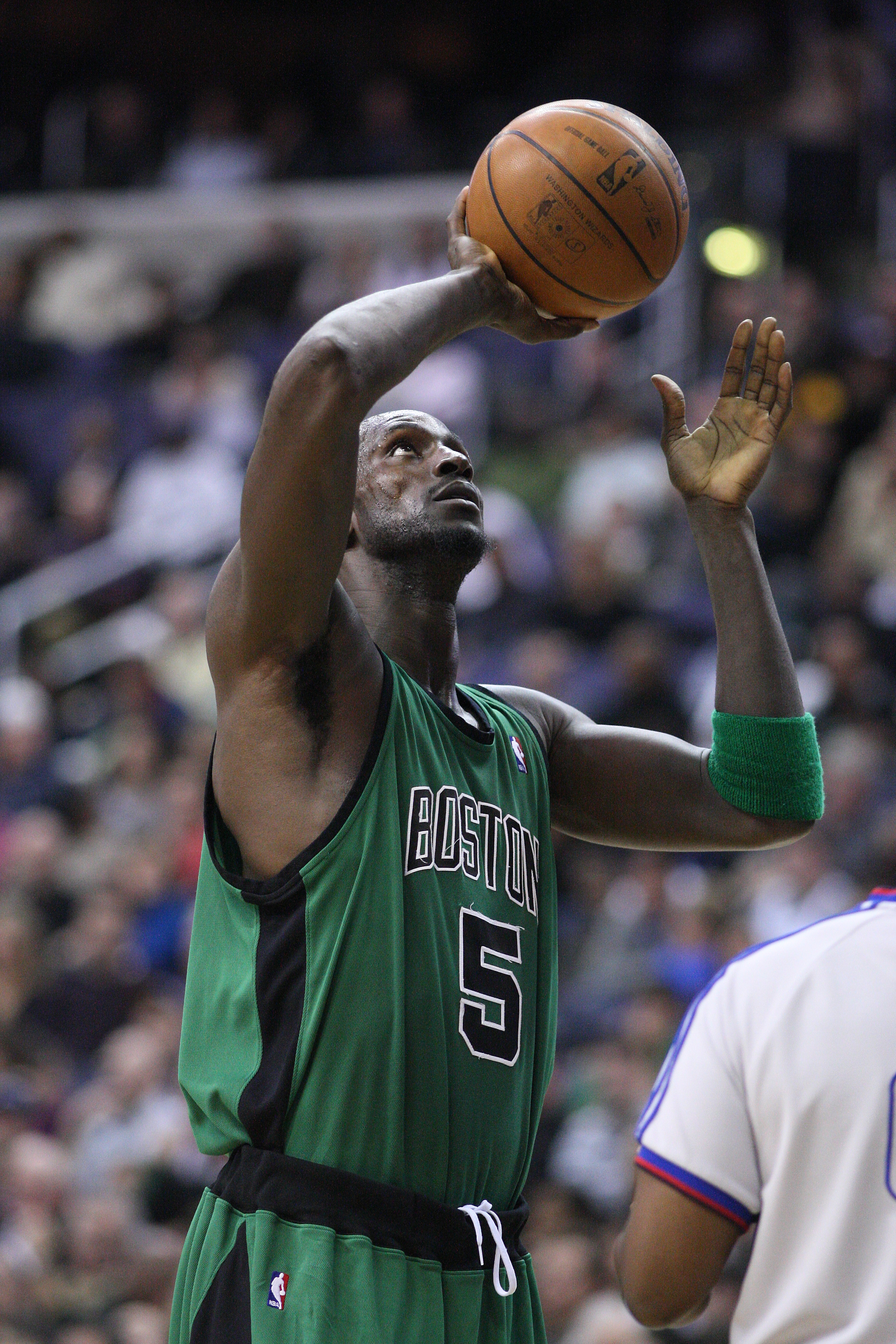
Garnett ai Celtics

Durante la off-season 2007, Taylor ha ammesso la possibilità di una cessione di Garnett con ottime offerte di scambio. Il lunedì 25 giugno 2007, il nome di Garnett è stato accostato a varie squadre in varie voci di mercato che coinvolgevano Lakers, Warriors, Pacers, Celtics e Suns.

#### Boston Celtics
Il 31 luglio 2007, Kevin Garnett è stato scambiato con i Boston Celtics (dove indossa la maglia numero 5) per Al Jefferson, Ryan Gomes, Sebastian Telfair, Gerald Green, Theo Ratliff, premi in denaro, la prima scelta di Boston nel primo giro del draft 2009 (solo se non si tratta delle prime 3) e la prima scelta di Minnesota del primo giro del draft 2009, che era stata ottenuta da Boston nello scambio Ricky Davis-Wally Szczerbiak del 2006. Questo scambio di 7 giocatori per uno è il più grande scambio per un singolo giocatore nella storia della NBA. Prima che si concludesse l'affare, Garnett aveva la più lunga permanenza presente di un giocatore in una squadra NBA, avendo giocato per i T'wolves nelle sue precedenti 12 stagioni (con un totale di 927 partite). Su ESPN.com è stato riportato che Garnett abbia detto di essere fiero di far parte dei Celtics, e che spera di continuare la sua grande tradizione di successi. Nel giorno in cui l'affare è stato annunciato, Garnett ha firmato un'estensione di tre anni del contratto per 60 milioni di dollari che comincerà dopo che il suo precedente contratto finirà dopo due anni.

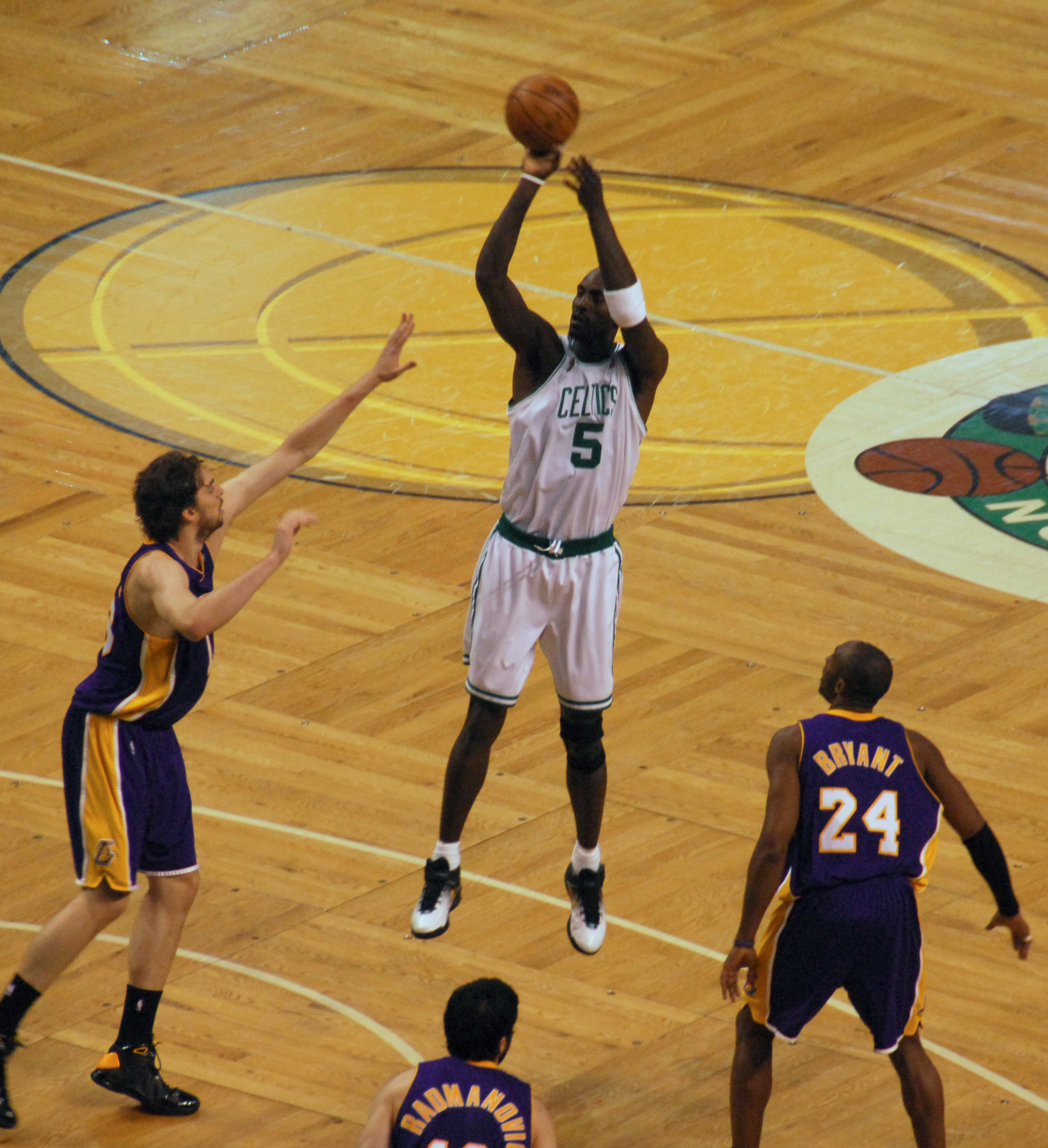
Mentre effettua un jumper in gara 2 delle Finals 2008

Il 1º agosto, il giorno dopo la firma per i Celtics, Garnett ha effettuato il primo lancio cerimoniale a Fenway Park prima della partita di baseball Red Sox-Orioles. Garnett ha dichiarato di essere un tifoso di lunga data dei Red Sox. Insieme a Ray Allen e Paul Pierce ha formato un ottimo terzetto che il 17 giugno 2008 ha conquistato il titolo NBA, 22 anni dopo l'ultimo vinto dai biancoverdi nel 1986. Per Garnett sono stati la prima finale NBA della propria carriera e il primo anello conquistato. I Celtics vincono la serie per 4-2 contro i Los Angeles Lakers.

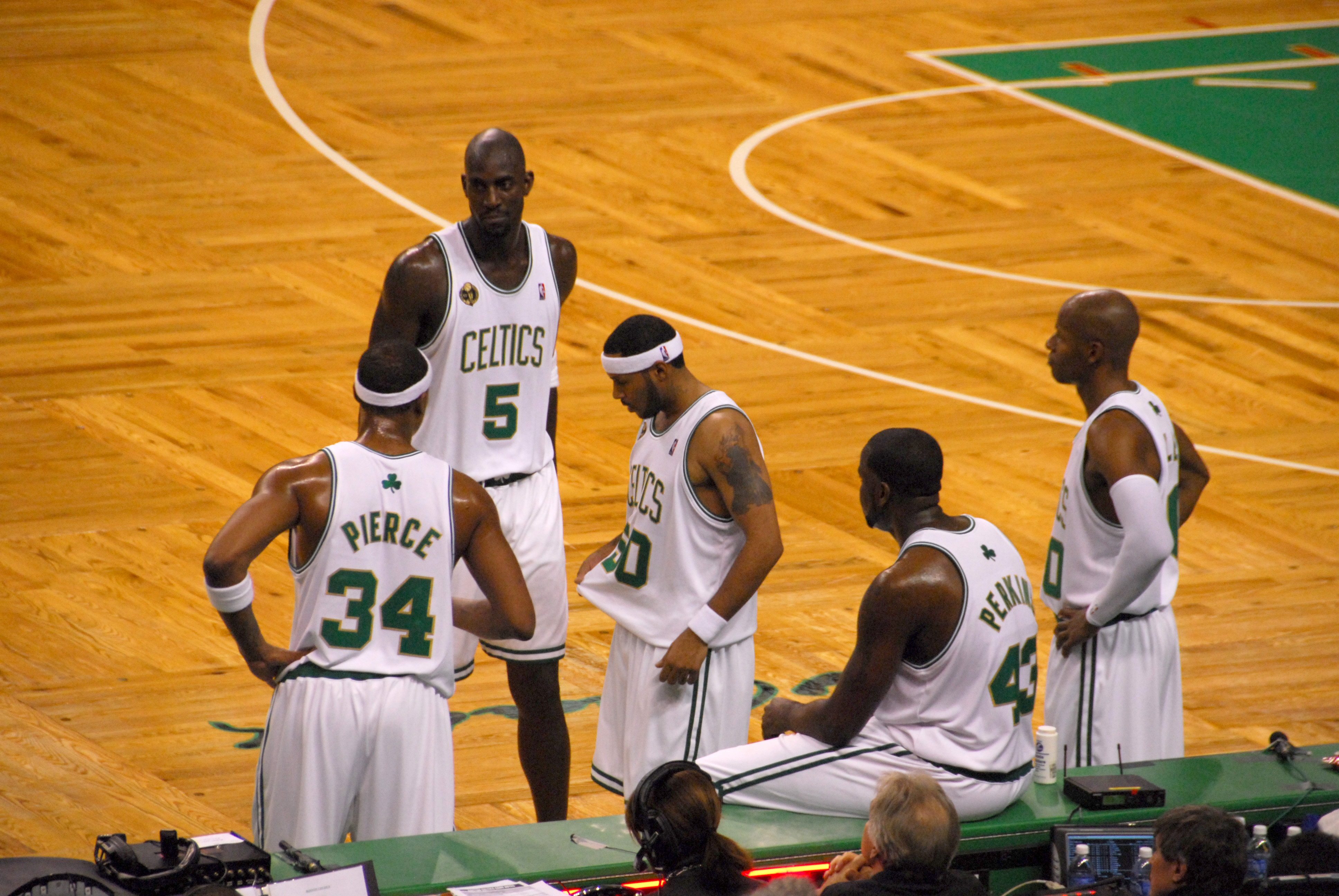
Durante un timeout con gli altri membri dei Celtics

Dopo la stagione del titolo Garnett contribuisce al 2º posto dei Celtics nella Eastern Conference a fine stagione regolare. Nel mese di marzo, però, si infortuna al ginocchio durante la gara contro gli Utah Jazz a Salt Lake City e non riesce né a proseguire l'incontro né a giocare nel corso dei play-off, dove Boston, dopo aver eliminato i Chicago Bulls in gara-7 al primo turno, vengono eliminati dagli Orlando Magic in gara-7.

La stagione successiva vede il rientro di Garnett sul parquet del TD Garden e il suo ritorno si fa sentire soprattutto all'inizio della regular season, dove Boston detiene il controllo sino a gennaio, mese dal quale i Celtics inizieranno a calare, ottenendo un record finale di 50-32. Ai play-off I Celtics si presentano al quarto posto, dietro i Cleveland Cavaliers, gli Orlando Magic e gli Atlanta Hawks. Dopo aver eliminato i Miami Heat in 5 gare, al secondo turno i Celtics affrontano i Cleveland Cavaliers, detentori del primo posto ad Est e del miglior record della lega (61-21): la serie si concluse a gara 6 con la vittoria dei Celtics dopo le vittorie in gara 4,5 e 6, e facendo ciò avanzano alla Finale della Eastern Conference contro gli Orlando Magic, battuti 4-2. I Celtics giungono così in finale, dove affrontarono nuovamente i Los Angeles Lakers, detentori del titolo e desiderosi di vendicare la sconfitta del 2008. La serie vede vincitori i Lakers a gara 7 dopo che i Celtics si erano trovati in vantaggio di 13 punti nel secondo periodo e avanti per tre quarti e mezzo.

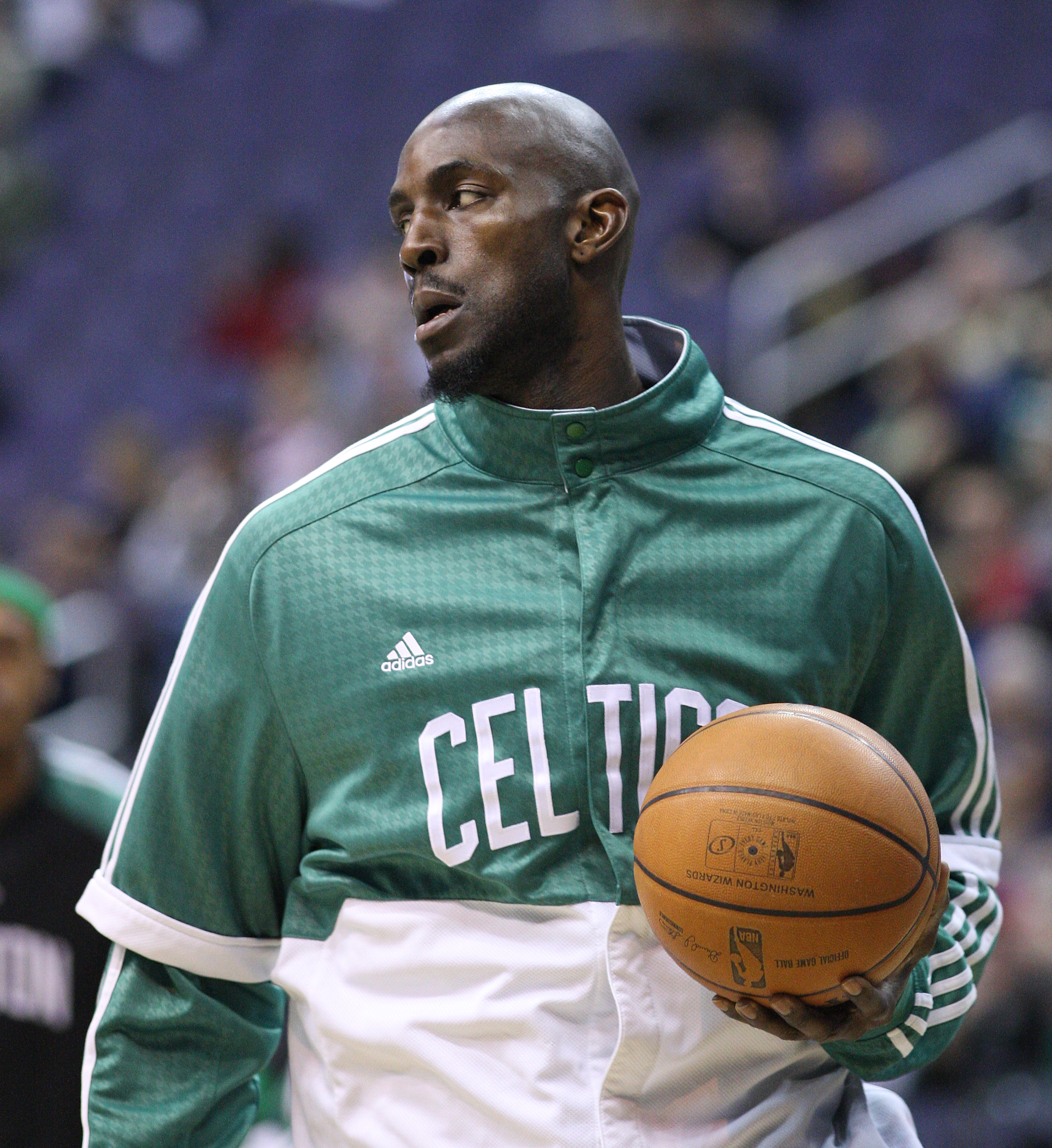
Garnett durante il riscaldamento con i Boston Celtics.

Dopo aver superato in punti Robert Parish, il 28 febbraio del 2012 Garnett supera anche Charles Barkley andando a posizionarsi al 18º posto come realizzatore più prolifico di tutti i tempi.
Alla fine della stagione 2011-12 rinnova per altri tre anni con un contratto al termine del quale risulterà il giocatore più pagato della storia dell'NBA.
Il 7 febbraio 2013, nella partita vinta dai Celtics contro i Lakers, Garnett supera quota 25 000 punti in carriera.

#### Brooklyn Nets

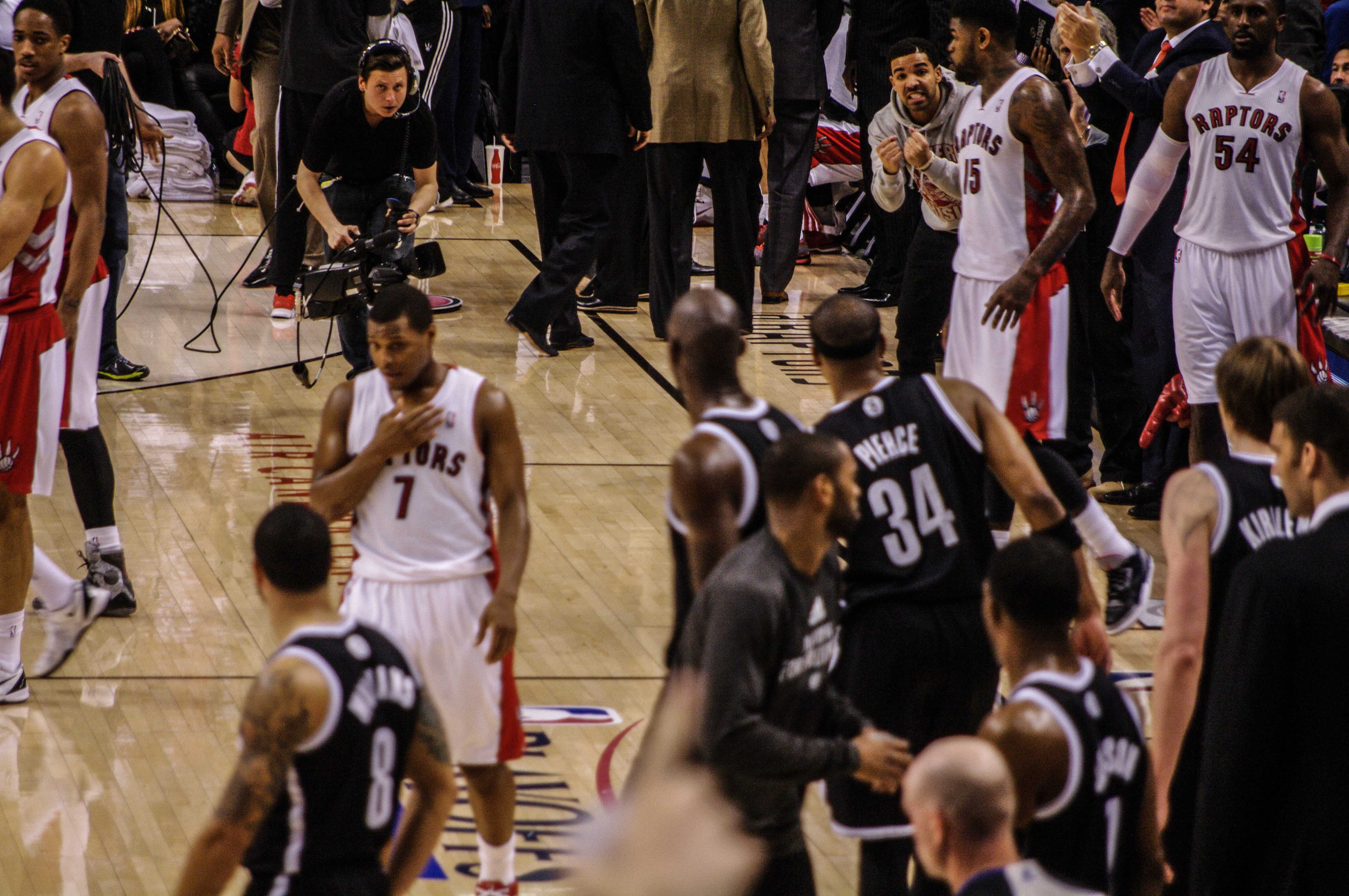
Di spalle con Paul Pierce con l'uniforme dei Brooklyn Nets.

Il 28 giugno 2013 i Boston Celtics si accordano con i Brooklyn Nets per la cessione di Garnett, Paul Pierce e Jason Terry in cambio di Gerald Wallace, Kris Humphries, MarShon Brooks, Kris Joseph, Keith Bogans, le prime scelte non protette ai draft 2014, 2016 e 2018 e il diritto di scambiare le prime scelte nel 2017. La trattativa verrà ufficializzata il successivo 10 luglio. Per la nuova avventura in maglia Nets, Garnett decide di indossare la maglia numero 2 in onore del compianto Malik Sealy, suo grande amico ed ex-compagno ai Minnesota Timberwolves: Sealy morì nel 2000 in seguito ad un incidente stradale, avvenuto mentre stava tornando dalla festa di compleanno dello stesso Garnett.
Il 13 dicembre 2013 Garnett sorpassa i 14 000 rimbalzi catturati in carriera, diventando il decimo giocatore nella storia NBA a riuscirci. Inoltre, diventa insieme a Kareem Abdul-Jabbar e Karl Malone, l'unico giocatore a raggiungere quota 25 000 punti, 14 000 rimbalzi e 5000 assist, traguardo raggiunto nel terzo quarto della partita persa contro i Detroit Pistons per 99-103.
Il 1º novembre 2014, gioca la sua miglior partita con i Nets mettendo a segno 18 punti e catturando 14 rimbalzi in 35 minuti di gioco, nella vittoria per 102-90 contro i Detroit Pistons. Sei giorni dopo, dopo aver catturato 5 rimbalzi nella vittoria per 110-99 contro i New York Knicks, scavalca Walt Bellamy, piazzandosi al nono posto della classifica all-time per rimbalzi catturati.

#### Ritorno ai Minnesota Timberwolves

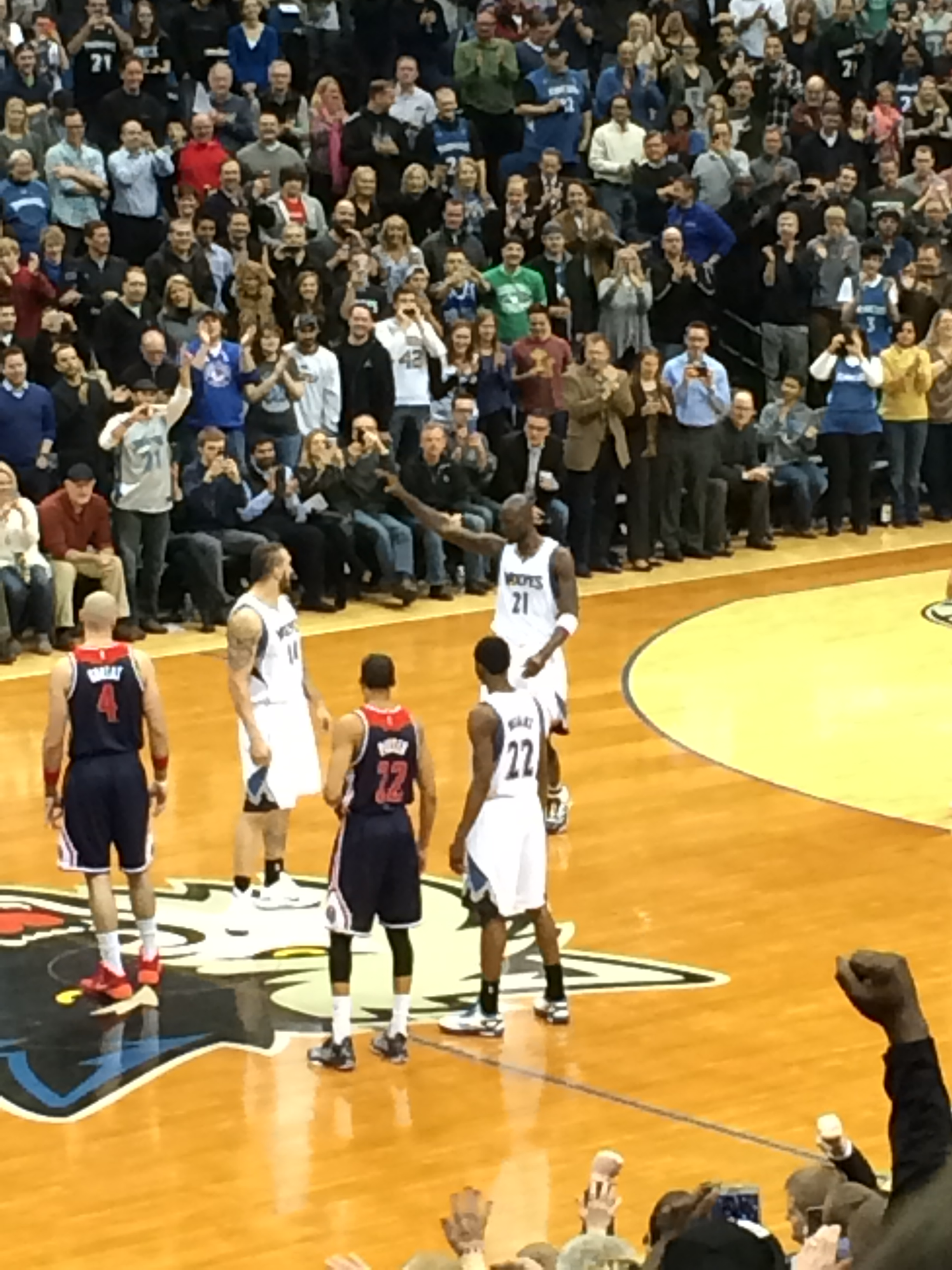
Nella partita di ritorno a Minnesota.

Il 19 febbraio 2015 viene ceduto ai Minnesota Timberwolves in cambio di Thaddeus Young, facendo così ritorno nella squadra che lo aveva lanciato in NBA. Sei giorni dopo, in un emozionante ritorno al Target Center contro i Washington Wizards segna 5 punti, tirando 2 su 7 dal campo, cattura 8 rimbalzi e piazza 2 stoppate in 19 minuti di gioco nella sua prima partita con i Minnesota Timberwolves dal 2007.
Il 23 settembre 2016 ha annunciato il suo ritiro con un video su Instagram.

### Nazionale
Alle Olimpiadi di Sydney 2000, Garnett vince l'oro olimpico come membro della Nazionale di pallacanestro degli Stati Uniti d'America.

## Vita privata
Nell'estate del 2004 Garnett ha sposato la sua fidanzata storica, Brandi Padilla. I due hanno tenuto una cerimonia privata in California. Le nozze sono state la ragione per cui non ha partecipato alle Olimpiadi di Atene (Garnett aveva già vinto l'oro olimpico a Sydney 2000). Il matrimonio ha anche reso Garnett cognato del produttore musicale Jimmy Jam Harris. Garnett è anche cugino dell'ex giocatore NBA Shammond Williams, che ha giocato per i Los Angeles Lakers, ed è il fratellastro di Louis McCullough, che gioca per i Cheshire Phoenix in Inghilterra.
Nel 1996 ha avuto un piccolo ruolo nel film Rebound - La vera storia di Earl "The Goat" Manigault, nel quale ha interpretato un giovane e grandissimo cestista del passato, Wilt Chamberlain. Nel 2019 ha invece partecipato a Diamanti grezzi, film diretto dai fratelli Safdie.
Nel novembre 2005 ha donato 1,2 milioni di dollari all'Oprah's Angel Network per aiutare a risollevare le zone colpite dall'uragano Katrina.

## Statistiche
| † | Denota una stagione in cui ha vinto il titolo |
| * | Primo nella lega                              |
| * | Record                                        |

### Regular season
| Anno       | Squadra            | PG   | PT   | MP   | TC%  | 3P%  | TL%  | RP    | AP  | PRP | SP  | PP   |
| ---------- | ------------------ | ---- | ---- | ---- | ---- | ---- | ---- | ----- | --- | --- | --- | ---- |
| 1995-1996  | Minnesota T'wolves | 80   | 43   | 28,7 | 49,1 | 28,6 | 70,5 | 6,3   | 1,8 | 1,1 | 1,6 | 10,4 |
| 1996-1997  | Minnesota T'wolves | 77   | 77   | 38,9 | 49,9 | 28,6 | 75,4 | 8,0   | 3,1 | 1,4 | 2,1 | 17,0 |
| 1997-1998  | Minnesota T'wolves | 82   | 82   | 39,3 | 49,1 | 18,8 | 73,8 | 9,6   | 4,2 | 1,7 | 1,8 | 18,5 |
| 1998-1999  | Minnesota T'wolves | 47   | 47   | 37,9 | 46,0 | 28,6 | 70,4 | 10,4  | 4,3 | 1,7 | 1,8 | 20,8 |
| 1999-2000  | Minnesota T'wolves | 81   | 81   | 40,0 | 49,7 | 37,0 | 76,5 | 11,8  | 5,0 | 1,5 | 1,6 | 22,9 |
| 2000-2001  | Minnesota T'wolves | 81   | 81   | 39,5 | 47,7 | 28,8 | 76,4 | 11,5  | 5,0 | 1,4 | 1,8 | 22,0 |
| 2001-2002  | Minnesota T'wolves | 81   | 81   | 39,2 | 47,0 | 31,9 | 80,1 | 12,1  | 5,2 | 1,2 | 1,6 | 21,2 |
| 2002-2003  | Minnesota T'wolves | 82   | 82   | 40,5 | 50,2 | 28,2 | 75,1 | 13,4  | 6,0 | 1,4 | 1,6 | 23,0 |
| 2003-2004  | Minnesota T'wolves | 82   | 82   | 39,4 | 49,9 | 25,6 | 79,1 | 13,9* | 5,0 | 1,5 | 2,2 | 24,2 |
| 2004-2005  | Minnesota T'wolves | 82   | 82   | 38,1 | 50,2 | 24,0 | 81,1 | 13,5* | 5,7 | 1,5 | 1,4 | 22,2 |
| 2005-2006  | Minnesota T'wolves | 76   | 76   | 38,9 | 52,6 | 26,7 | 81,0 | 12,7* | 4,1 | 1,4 | 1,4 | 21,8 |
| 2006-2007  | Minnesota T'wolves | 76   | 76   | 39,4 | 47,6 | 21,4 | 83,5 | 12,8* | 4,1 | 1,2 | 1,7 | 22,4 |
| 2007-2008† | Boston Celtics     | 71   | 71   | 32,8 | 53,9 | 0,0  | 80,1 | 9,2   | 3,4 | 1,4 | 1,2 | 18,8 |
| 2008-2009  | Boston Celtics     | 57   | 57   | 31,1 | 53,1 | 25,0 | 84,1 | 8,5   | 2,5 | 1,1 | 1,2 | 15,8 |
| 2009-2010  | Boston Celtics     | 69   | 69   | 29,9 | 52,1 | 20,0 | 83,7 | 7,3   | 2,7 | 1,0 | 0,8 | 14,3 |
| 2010-2011  | Boston Celtics     | 71   | 71   | 31,3 | 52,8 | 20,0 | 86,2 | 8,9   | 2,4 | 1,3 | 0,8 | 14,9 |
| 2011-2012  | Boston Celtics     | 60   | 60   | 31,1 | 50,3 | 33,3 | 85,7 | 8,2   | 2,9 | 0,9 | 1,0 | 15,8 |
| 2012-2013  | Boston Celtics     | 68   | 68   | 29,7 | 49,6 | 12,5 | 78,6 | 7,8   | 2,3 | 1,1 | 0,9 | 14,8 |
| 2013-2014  | Brooklyn Nets      | 54   | 54   | 20,5 | 44,1 | 0,0  | 80,9 | 6,6   | 1,5 | 0,8 | 0,7 | 6,5  |
| 2014-2015  | Brooklyn Nets      | 42   | 42   | 20,3 | 45,5 | 16,7 | 82,9 | 6,8   | 1,6 | 1,0 | 0,3 | 6,8  |
| 2014-2015  | Minnesota T'wolves | 5    | 5    | 19,6 | 58,1 | 0,0  | 50,0 | 5,2   | 1,6 | 1,0 | 0,8 | 7,6  |
| 2015-2016  | Minnesota T'wolves | 38   | 38   | 14,6 | 47,0 | 0,0  | 66,7 | 3,9   | 1,6 | 0,7 | 0,3 | 3,2  |
| Carriera   | Carriera           | 1462 | 1425 | 34,5 | 49,7 | 27,5 | 78,9 | 10,0  | 3,7 | 1,3 | 1,4 | 17,8 |
| All Star   | All Star           | 14   | 11   | 20,5 | 51,1 | 0,0  | 87,5 | 6,3   | 2,9 | 1,1 | 0,8 | 11,3 |

### Play-off
| Anno     | Squadra            | PG  | PT  | MP   | TC%  | 3P%  | TL%  | RP    | AP  | PRP | SP  | PP   |
| -------- | ------------------ | --- | --- | ---- | ---- | ---- | ---- | ----- | --- | --- | --- | ---- |
| 1997     | Minnesota T'wolves | 3   | 3   | 41,7 | 47,1 | 100  | 100  | 9,3   | 3,7 | 1,3 | 1,0 | 17,3 |
| 1998     | Minnesota T'wolves | 5   | 5   | 38,8 | 48,0 | 0,0  | 77,8 | 9,6   | 4,0 | 0,8 | 2,4 | 15,8 |
| 1999     | Minnesota T'wolves | 4   | 4   | 42,5 | 44,3 | 0,0  | 73,9 | 12,0  | 3,8 | 1,8 | 2,0 | 21,8 |
| 2000     | Minnesota T'wolves | 4   | 4   | 42,8 | 38,5 | 66,7 | 81,3 | 10,8  | 8,8 | 1,3 | 0,8 | 18,8 |
| 2001     | Minnesota T'wolves | 4   | 4   | 41,3 | 46,6 | 0,0  | 83,3 | 12,0  | 4,3 | 1,0 | 1,5 | 21,0 |
| 2002     | Minnesota T'wolves | 3   | 3   | 43,3 | 42,9 | 50,0 | 71,9 | 18,7* | 5,0 | 1,7 | 1,7 | 24,0 |
| 2003     | Minnesota T'wolves | 6   | 6   | 44,2 | 51,4 | 33,3 | 60,7 | 15,7  | 5,2 | 1,7 | 1,7 | 27,0 |
| 2004     | Minnesota T'wolves | 18  | 18  | 43,5 | 45,2 | 31,3 | 77,6 | 14,6* | 5,1 | 1,3 | 2,3 | 24,3 |
| 2008†    | Boston Celtics     | 26* | 26* | 38,0 | 49,5 | 25,0 | 81,0 | 10,5  | 3,3 | 1,3 | 1,1 | 20,4 |
| 2010     | Boston Celtics     | 23  | 23  | 33,3 | 49,5 | 0,0  | 83,9 | 7,4   | 2,5 | 1,1 | 0,9 | 15,0 |
| 2011     | Boston Celtics     | 9   | 9   | 36,3 | 44,1 | 0,0  | 75,9 | 10,9  | 2,6 | 1,9 | 1,0 | 14,9 |
| 2012     | Boston Celtics     | 20  | 20  | 36,9 | 49,7 | 25,0 | 81,3 | 10,3  | 1,5 | 1,2 | 1,5 | 19,2 |
| 2013     | Boston Celtics     | 6   | 6   | 35,3 | 50,0 | 0,0  | 94,1 | 13,7* | 3,5 | 0,8 | 1,0 | 12,7 |
| 2014     | Brooklyn Nets      | 12  | 12  | 20,8 | 52,4 | 0,0  | 73,9 | 6,3   | 1,3 | 0,8 | 0,4 | 6,9  |
| Carriera | Carriera           | 143 | 143 | 36,9 | 47,8 | 27,3 | 78,9 | 10,7  | 3,3 | 1,2 | 1,3 | 18,2 |

### Massimi in carriera
- Massimo di punti: 47 vs Phoenix Suns (4 gennaio 2005)[30]
- Massimo di rimbalzi: 25 (2 volte)
- Massimo di assist: 12 (2 volte)
- Massimo di palle rubate: 7 (2 volte)
- Massimo di stoppate: 8 (2 volte)
- Massimo di minuti giocati: 52 vs Vancouver Grizzlies (14 aprile 2000)

## Palmarès
- Campionato NBA: 1

Boston Celtics: 2008
- MVP della regular season: 2004
- MVP dell'All-Star Game: 2003
- Miglior difensore: 2008

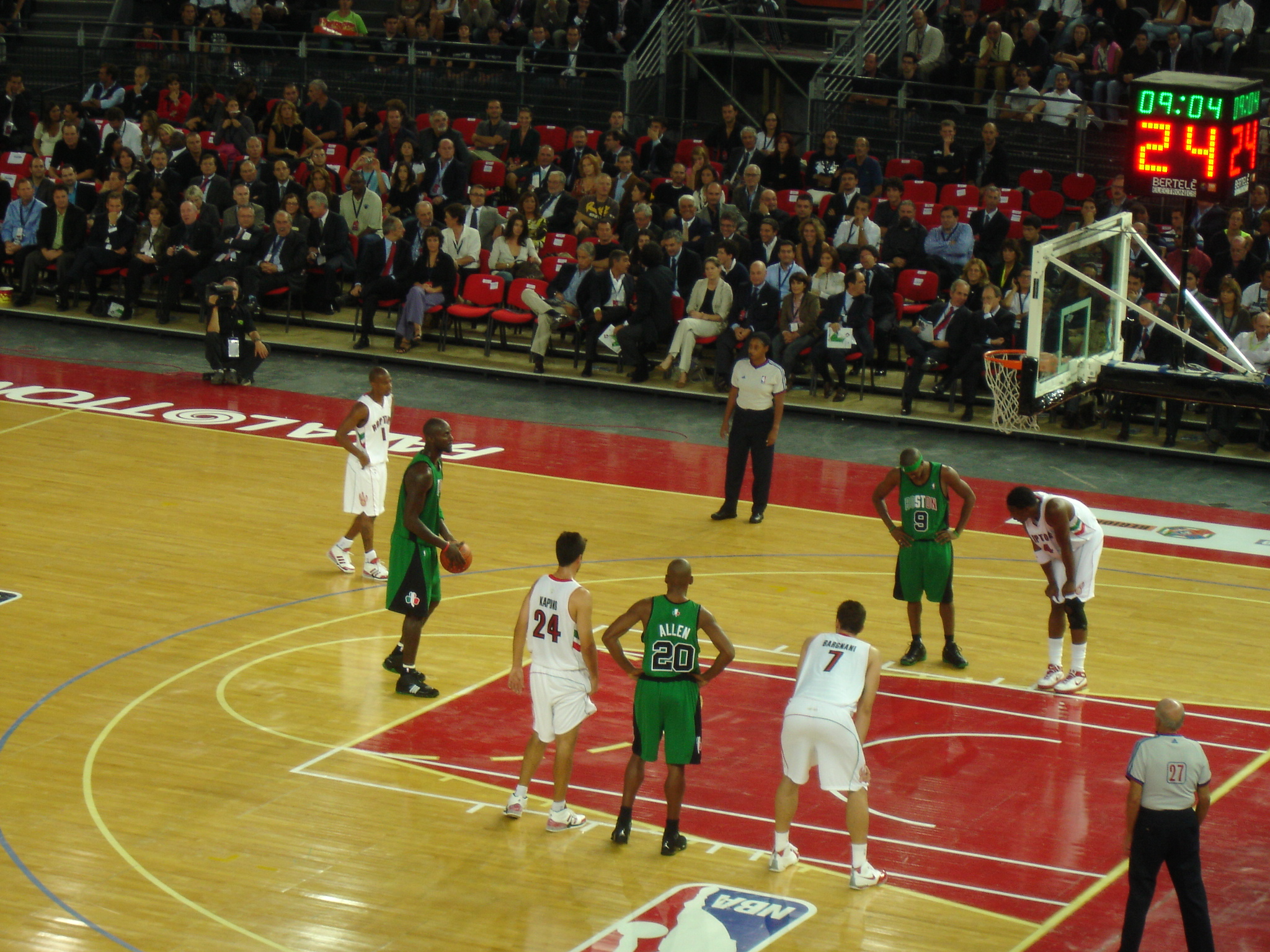
Garnett al PalaLottomatica

- Convocazioni all'All-Star Game: 15 (1997, 1998, 2000, 2001, 2002, 2003, 2004, 2005, 2006, 2007, 2008, 2009, 2010, 2011, 2013)
- Squadre All-NBA: 9

First Team: 2000, 2003, 2004,2008
Second Team: 2001, 2002, 2005
Third Team: 1999, 2007
- Squadre All-Defensive: 12

First Team: 2000, 2001, 2002, 2003, 2004, 2005, 2008, 2009, 2011 (record condiviso con Michael Jordan, Kobe Bryant, Gary Payton)
Second Team: 2006, 2007, 2012
- All-Rookie: 1996 (seconda squadra)
- Leader nella stagione NBA per media punti a partita: 2004 (29,4), 2005 (28,2)
- Leader nella stagione NBA per rimbalzi a partita: 2004 (13,9), 2005 (13,5), 2006 (12,7), 2007 (12,8)
- Leader nella stagione NBA per rimbalzi totali: 2004 (1139), 2005 (1108)
- Leader nella stagione NBA per rimbalzi difensivi totali: 2003 (858), 2004 (894), 2005 (861), 2006 (752), 2007 (792)
- Leader nella stagione NBA per punti totali: 2004 (1987)
- Leader nella stagione NBA per percentuali dal campo: 2004 (804)
- Detentore del record di rimbalzi difensivi in una singola partita di Playoff NBA (20 rimbalzi) (record condiviso con Dave Cowens, Tim Duncan, Bill Walton e Giannīs Antetokounmpo)
- Premio Cittadinanza J. Walter Kennedy nel 2006
- Primo giocatore nella storia dell'NBA a:
  - realizzare in media almeno 20 punti, 10 rimbalzi e 5 assist a partita per 6 stagioni consecutive (1999-2005)
  - realizzare in media almeno 20 punti, 10 rimbalzi e 4 assist a partita per 9 stagioni consecutive (1998-2007)
  - realizzare in carriera almeno 20 000 punti, 11 000 rimbalzi, 4000 assist, 1200 rubate e 1500 stoppate
- Record dei Minnesota Timberwolves per punti (19 041), rimbalzi (10 542), assist (4 146), stoppate (1576), palle rubate (1282) e partite giocate (927) fino al 9 aprile 2007.
- Settantesimo tra i migliori 75 giocatori di sempre dell'NBA su SLAM Magazine nel 2003.
- Il 13 gennaio 2007 raggiunge i 10 000 rimbalzi difensivi in carriera.
- Il 7 febbraio 2013, durante la partita Boston Celtics - LA Lakers, realizza il canestro che gli fa raggiungere i 25 000 punti in carriera[31].
- Il 15 novembre 2015 raggiunge la soglia dei 50 000 minuti giocati in NBA[32].
- Unico giocatore nella storia a raggiungere 25 000 punti, 10 000 rimbalzi, 5000 assist, 1500 palle rubate e 1500 stoppate.
- Migliore giocatore di sempre in NBA per rimbalzi difensivi (11.453)
- Secondo migliore giocatore di sempre per rimbalzi difensivi sommando ABA e NBA
- Ventiquattresimo miglior marcatore di sempre sommando ABA e NBA
- Ventunesimo miglior marcatore di sempre NBA
- Nono miglior rimbalzista di sempre NBA
- Diciannovesimo miglior stoppatore di sempre NBA
- Diciannovesimo miglior giocatore per palle rubate di sempre NBA
- La sua maglia n.5 è stata ritirata dai Boston Celtics la sera del 13 Marzo 2022.
- Inserito nel NBA 75th Anniversary Team
- Inserito nella Naismith Memorial Basketball Hall of Fame nel 2020

## Filmografia
- Diamanti grezzi (Uncut Gems), regia di Josh e Benny Safdie (2019)

## Doppiatori italiani
- Massimo Bitossi in Diamanti grezzi